# Obstinée
L’Obstinée (фр. Упрямство) — масонская ложа, основанная в нацистском лагере Oflag XD для заключённых военнопленных в Фишбеке (рядом с Гамбургом) во время Второй мировой войны. Вместе с ложами Liberté chérie и «Les Frères captifs d’Allach», ложа «L’Obstinée» была одной из очень немногих лож, основанных в нацистских концлагерях или лагерях для военнопленных.

## Ложа

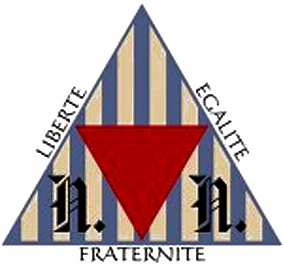
Эмблема масонской ложи «Liberté chérie»

Масонская ложа «L’Obstinée» была основана членами Великого востока Бельгии. Жан Рей, который станет после войны президентом Европейской комиссии (1967—1970), был оратором этой ложи. По окончании войны Жан Рей представил подробный отчёт о создании масонской ложи в нацистских застенках. 14 июля 1946 года Великий восток Бельгии выпустил декрет, в котором признавался факт создания ложи и проведения ею масонских работ, несмотря на условия неподобающие вообще для какой-либо деятельности масонских организаций.